# Малопрудне
Малопру́дне (рос. Малопрудное) — село у складі Соль-Ілецького міського округу Оренбурзької області, Росія.
Стара назва — Малопрудний.

## Населення
Населення — 457 осіб (2010; 576 у 2002).
Національний склад (станом на 2002 рік):
- росіяни — 40 %
- казахи — 38 %